# Dornoch
Dornoch är en ort i Storbritannien.   Den ligger i kommunen Highland och riksdelen Skottland, i den norra delen av landet, 700 km norr om huvudstaden London. Dornoch ligger 13 meter över havet och antalet invånare är 1 261.
Terrängen runt Dornoch är varierad. Havet är nära Dornoch åt sydost.  Närmaste större samhälle är Tain, 8,1 km söder om Dornoch. 

## Externa länkar

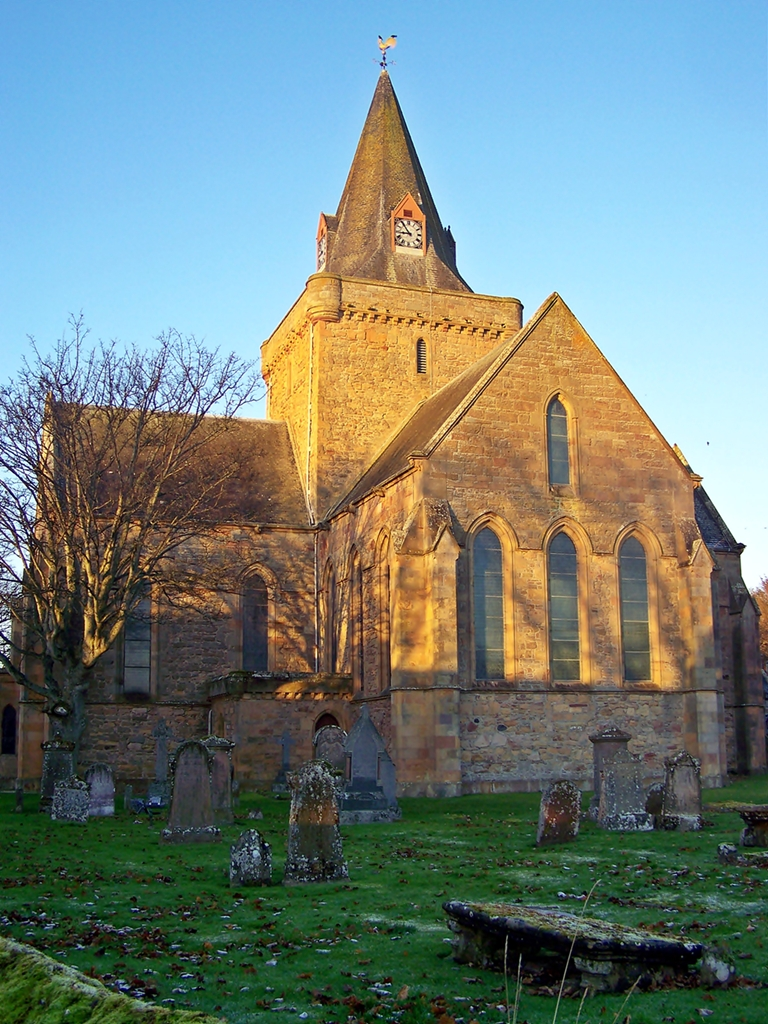
Dornoch Cathedral

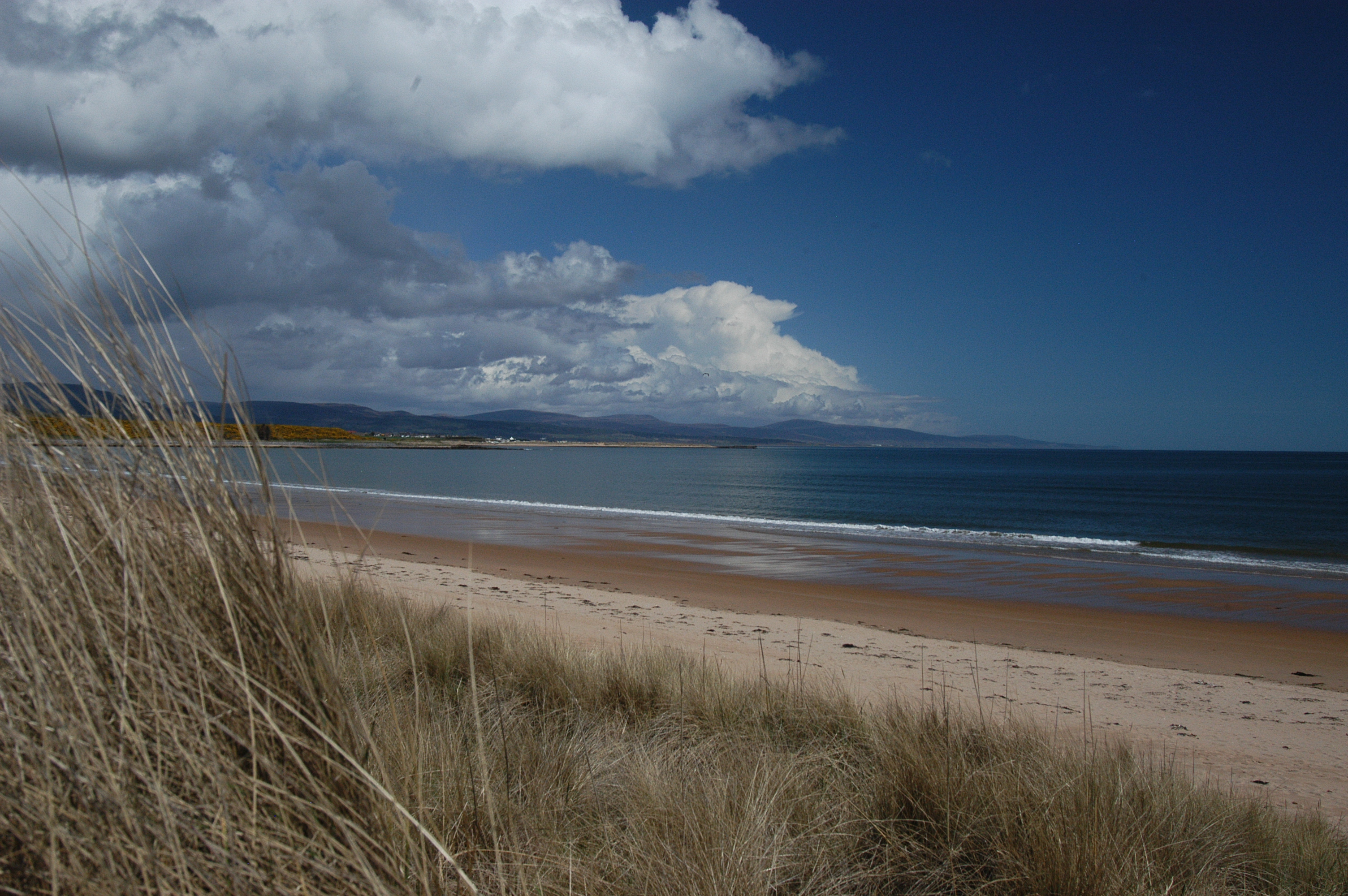
Dornoch Beach